# Glanzkrähe
Die Glanzkrähe (Corvus splendens) ist eine Vogelart der Gattung Raben und Krähen (Corvus) aus der Familie der Rabenvögel (Corvidae). Innerhalb der Gattung Corvus stellt sie eine schlanke, mittelgroße Art dar und ist durch ein glänzendes, grau-schwarzes Gefieder und einen langen Schnabel gekennzeichnet. Ihr ursprüngliches Verbreitungsgebiet liegt auf dem Indischen Subkontinent und in Westindochina. Seit dem 19. Jahrhundert wurde sie vom Menschen auf Schiffen nach Afrika, Arabien, Europa, Japan und Australien verschleppt, wo sie sich zeitweise oder dauerhaft etablieren konnte. Die Glanzkrähe ist seit mehreren Jahrtausenden mit dem Menschen vergesellschaftet und kommt heute ausschließlich in seiner Nähe vor. Sie ernährt sich von allen verfügbaren tierischen und pflanzlichen Nahrungsquellen in ihrer Umwelt und tritt selbst größeren Krähen gegenüber dominant und teilweise aggressiv auf.
Die Brutzeit der Glanzkrähe variiert je nach Region. Ihr Nest baut sie aus Zweigen und oft auch Stacheldraht, Wäscheleinen und ähnlichen von Menschen gefertigten Objekten. Das Gelege besteht gewöhnlich aus vier bis fünf Eiern, aus denen nach 16 bis 17 Tagen die Jungen schlüpfen. Die Glanzkrähe kommt in fünf Unterarten vor und steht systematisch vermutlich der Dschungelkrähe (Corvus culminatus) nahe. In vielen Regionen, in denen sie eingeschleppt wurde, wird die Glanzkrähe als Schädling betrachtet und verfolgt. Auf diese Weise wurde sie in Australien ausgerottet, der globale Bestand gilt aufgrund der Häufigkeit der Art in Südasien aber als nicht gefährdet.

## Merkmale

### Körperbau und Farbgebung

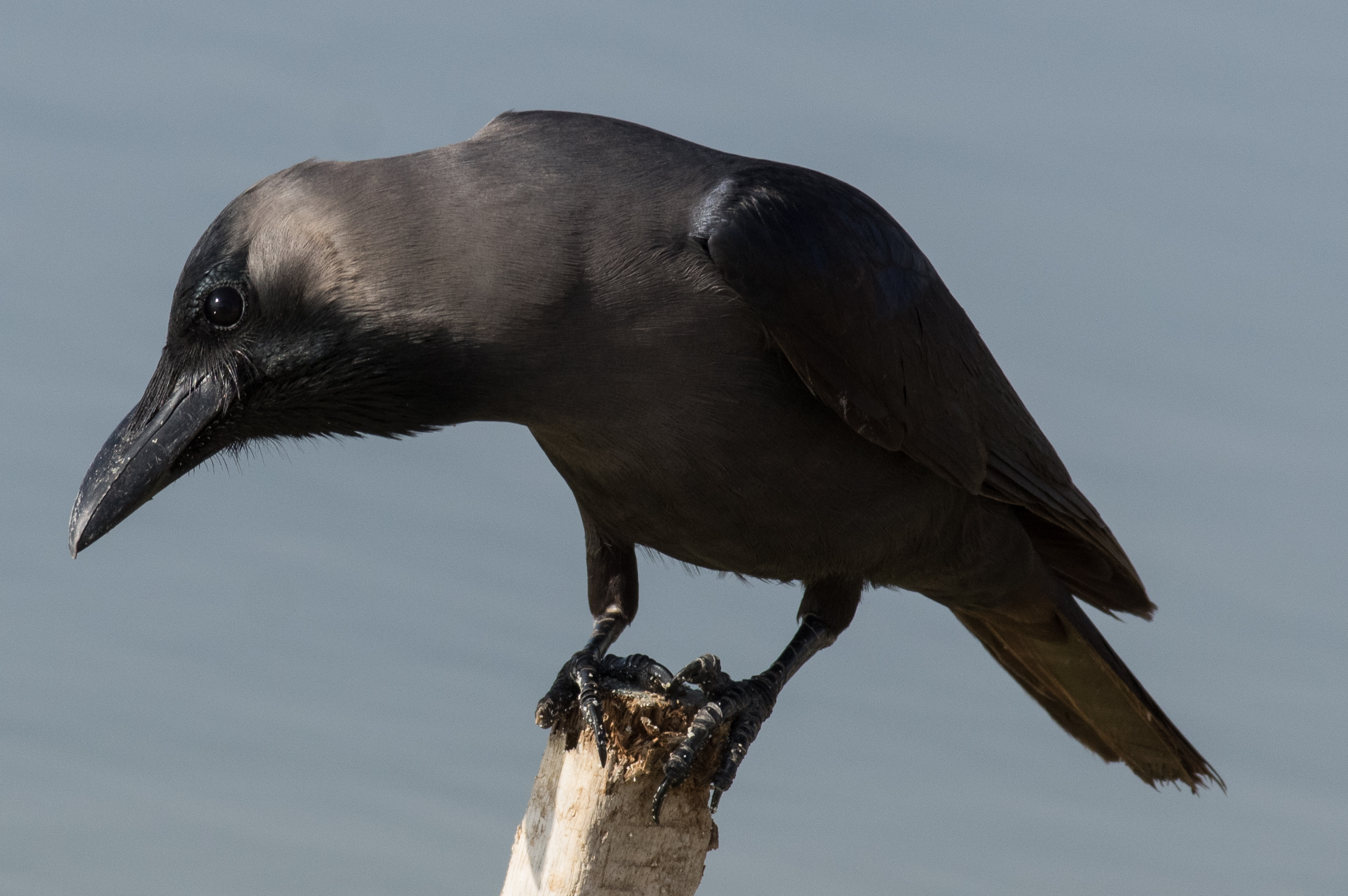
Glanzkrähe

Verglichen mit anderen Raben und Krähen erscheint die Glanzkrähe sehr schlank. Mit 41–43 cm Körperlänge gehört die Art zu den mittelgroßen Vertretern ihrer Gattung. Es besteht ein leichter Sexualdimorphismus, auch wenn sich die Maße der Geschlechter meist stark überschneiden. Männchen sind im Durchschnitt größer als Weibchen und erreichen auch größere Maximalmaße. Im Feld ist die Glanzkrähe an ihrer Statur und dem charakteristischen  Gefieder mit trübem Grau und perlmuttern glänzenden Schwarz zu erkennen. Der Schnabel ist leicht gewölbt und relativ kräftig und hoch. 

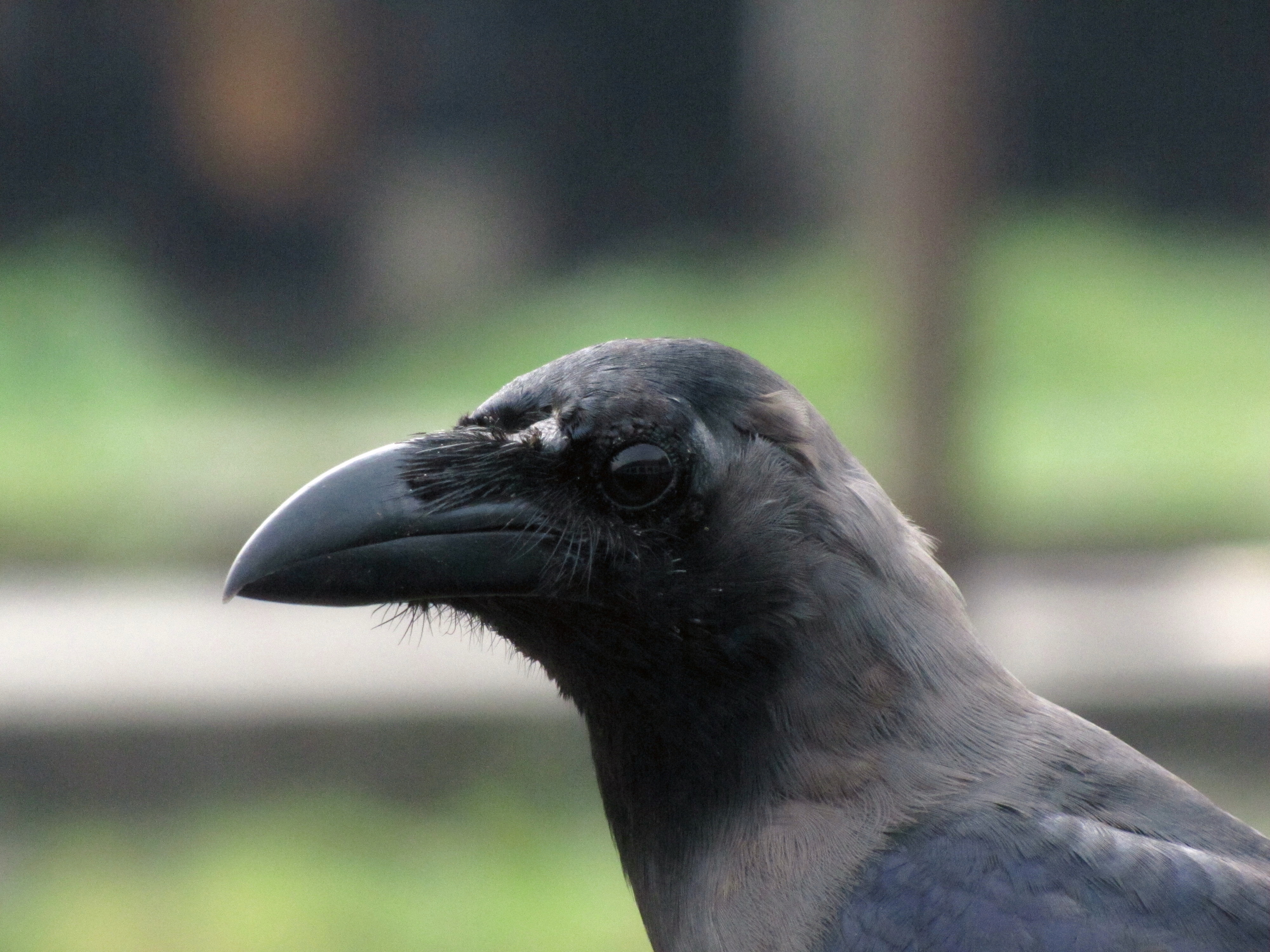
Der graue Rumpf und die schwarze Kopf- und Kehlzeichnung sind zusammen mit dem hohen, kräftigen Schnabel Identifikationsmerkmale der Glanzkrähe

Die Flügellänge der Glanzkrähe beträgt für Männchen 225–290 mm, was einer Flügelspannweite von 76–86 cm entspricht. Der Schwanz männlicher Vögel hat eine Länge von 147–175 mm, ihr Laufknochen misst 45–51 mm. Der männliche Schnabel wird 49–56 mm lang. Weibchen bleiben in allen Maximalmaßen deutlich hinter Männchen zurück: Ihre Flügellänge beträgt 219–264 mm, ihr Schwanz misst 128–155 mm. Der weibliche Laufknochen erreicht eine Länge von 44–48 mm, der Schnabel misst zwischen 47 und 50 mm. 
Das Gefieder der Glanzkrähe zeichnet sich durch ein charakteristisches Muster aus Grau und Schwarz aus. Stirn, Wangen und Kehle sowie Flügel, Rücken und Schwanz sind tiefschwarz gefärbt und glänzen grünlich, bläulich oder purpurn. Äußere Ohrendecken, Nacken-, Brust- und Bauchgefieder sind hingegen grau. Der Farbton kann je nach Unterart zwischen hellem Aschgrau und dunklem Mausgrau variieren. Der Schnabel ist dunkel schiefergrau und wird etwa zur Hälfte von schwarzen Nasalborsten bedeckt.

## Verbreitung

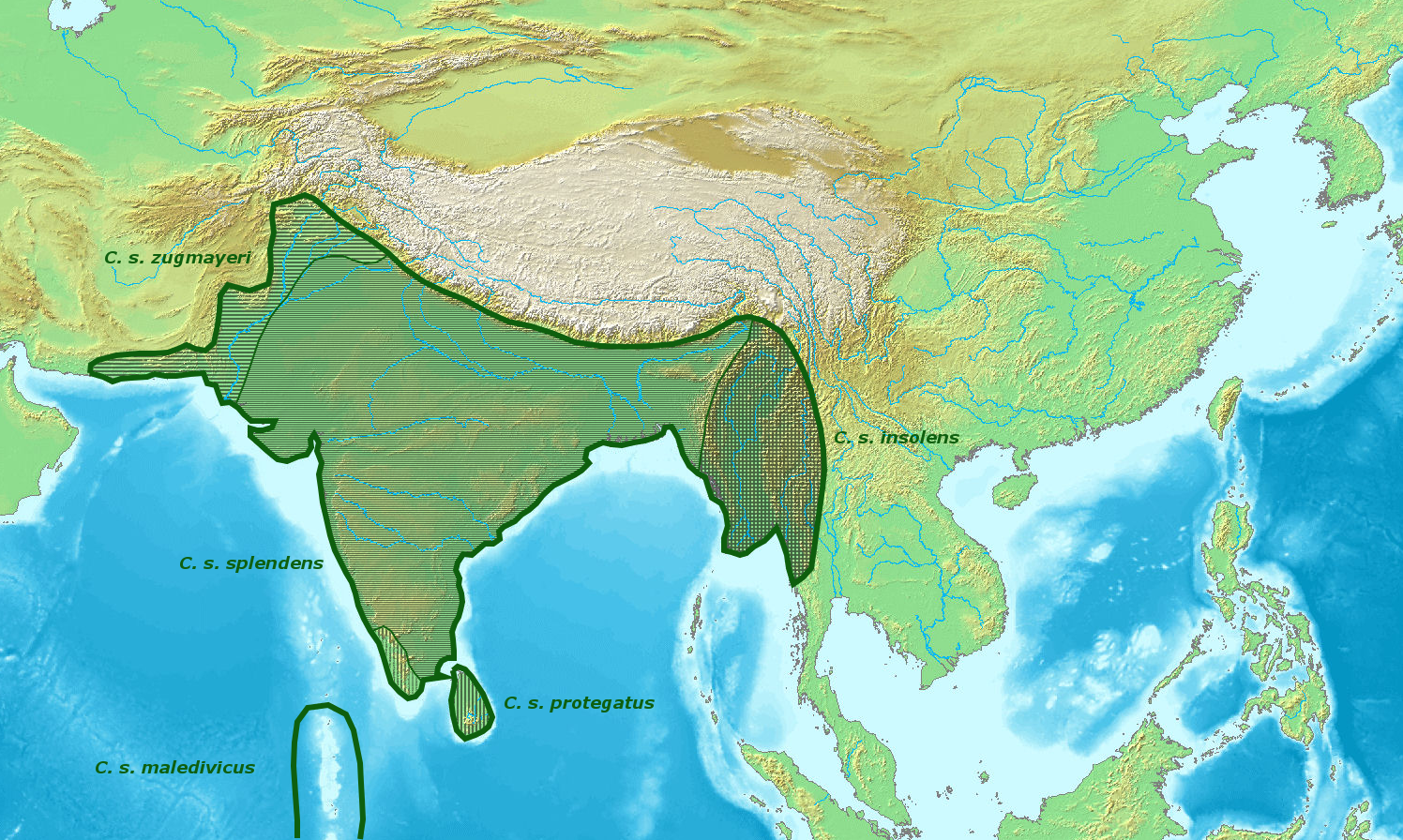
Ursprüngliche Verbreitung der Glanzkrähe und ihrer Unterarten

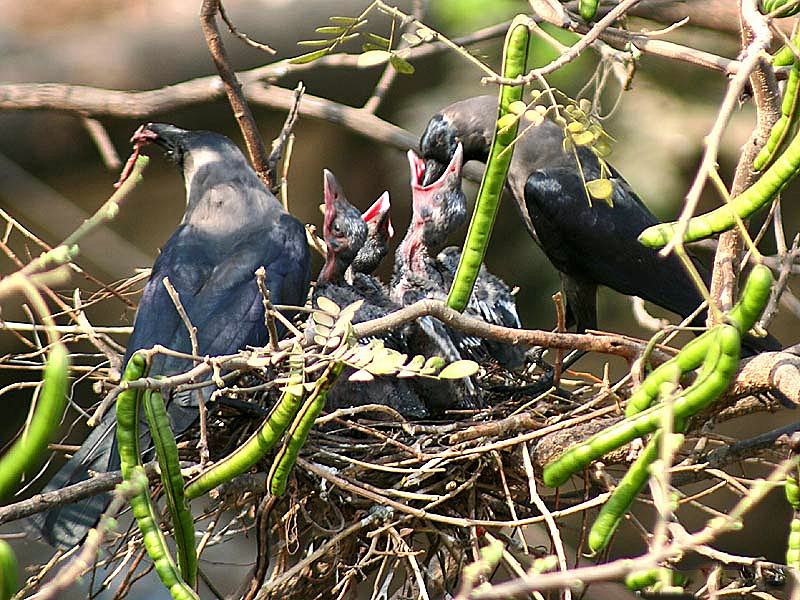
Brutpaar mit Jungvögeln

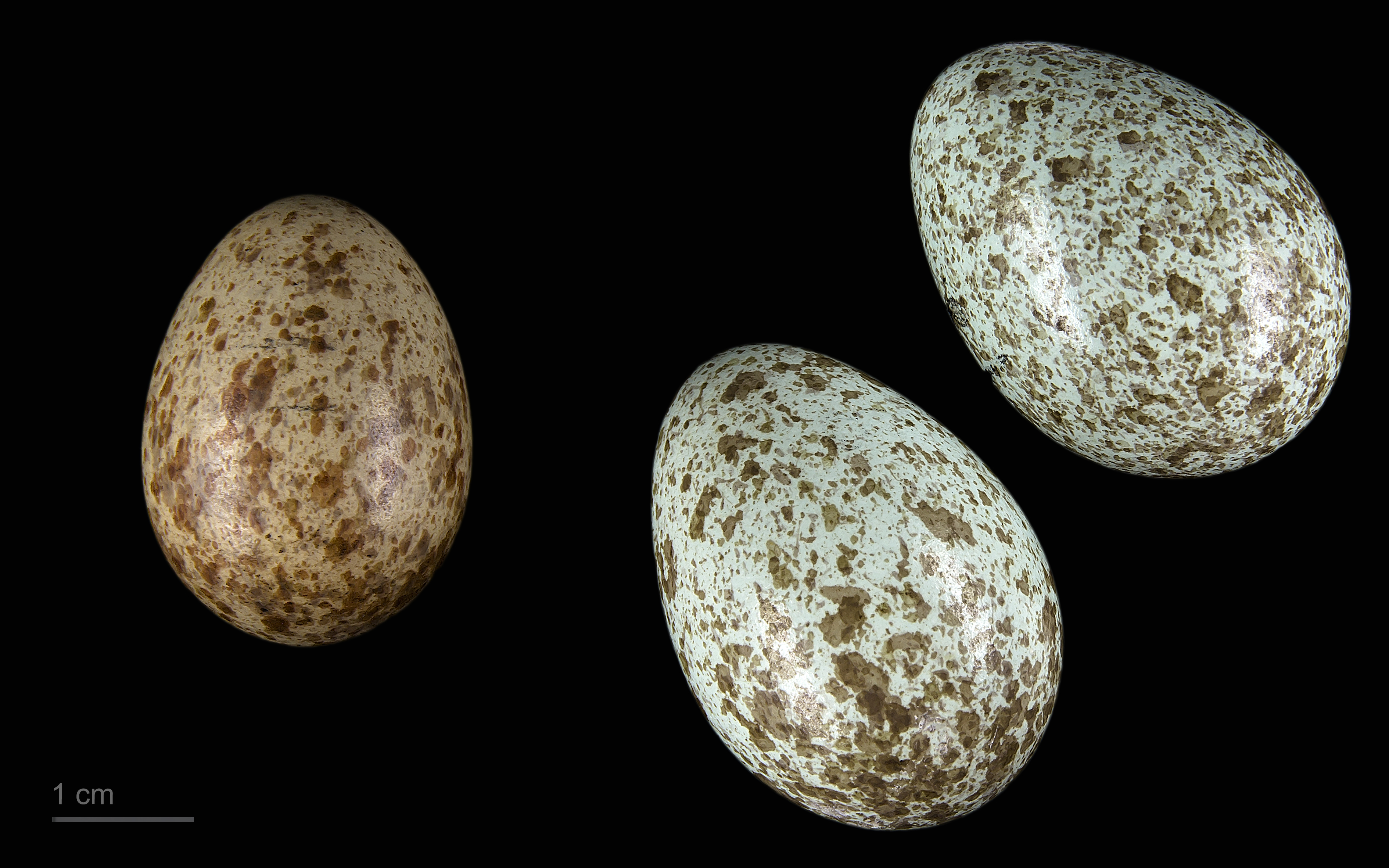
Links: Eudynamys scolopaceus rechts: Corvus splendens, Sammlung Museum von Toulouse

Glanzkrähen sind heute in verschiedenen Teilen der Welt verbreitet, ein weiträumiges Artareal besitzen sie aber nur im südlichen Eurasien. Es reicht von der Nordküste des Golfs von Oman über den gesamten Indischen Subkontinent bis ins westliche Indochina. Nach Ostafrika wurde diese Art im Gebiet von Sansibar und Bur Sudan eingeschleppt. Nach Australien wurde sie ebenfalls eingeschleppt, ist aber so weit bekannt wieder ausgerottet worden.
Die Glanzkrähe ist häufig auf menschliche Siedlungen konzentriert. Abseits von Dörfern und Städten kommt sie deutlich seltener vor.
Sie ist 2016 in die „Liste der unerwünschten Spezies“ für die Europäische Union aufgenommen worden.

## Vorkommen in den Niederlanden
Seit Ende der 1990er Jahre brütet die Glanzkrähe in den Niederlanden. Eine erste erfolgreiche Brut wurde 1997 in Hoek van Holland, einem Stadtteil von Rotterdam festgestellt. Bis 2008 war der Bestand dort auf 25 Tiere angewachsen und ab 2004 etablierte sich eine weitere Population in Den Haag. Im Jahr 2012 wurden 20 bis 30 Vögel in Hoek van Holland und Umgebung gezählt.
2012 entschied die Behörde Nederlandse Voedsel- en Warenautoriteit die Glanzkrähen aus der Natur der Niederlande zu entfernen, weil ein negativer Einfluss auf andere Arten verhindert werden sollte. De Faunabescherming, ein Tierschutzverband, und Partij voor de Dieren klagten vor Gericht dagegen. Am 14. Januar 2013 entschied der zuständige Richter, dass die Glanzkrähe unter die geltenden Vorschriften für alle wildlebenden Vogelarten in den Niederlanden fällt und deshalb nicht ausgerottet werden darf. Allenfalls darf die Anzahl der Glanzkrähen begrenzt werden.

## Lebensweise
Die Glanzkrähe ernährt sich hauptsächlich von menschlichem Abfall, kleinen Reptilien, Insekten und anderen Wirbellosen, Eiern, Nestlingen, Getreide und Früchten. Ihre Nahrung sucht sie meistens am Boden. Die Art gilt als Nesträuber, deshalb wird sie in den Ländern, die sie neu besiedelt, zum Teil sehr intensiv verfolgt. In den Niederlanden wird sie intensiv beobachtet, jedoch sind die Wirkungen auf andere Arten bislang offensichtlich klein.

## Unterarten
Bisher sind fünf Unterarten bekannt:
- Corvus splendens zugmayeri Laubmann, 1913 – Diese Unterart kommt im Süden Iran über Pakistan bis ins nördliche zentrale Indien vor.
- Corvus splendens splendens Vieillot, 1817 – Die Nominatform kommt im zentralen und südlichen Indien, in Nepal, in Bangladesch und in Bhutan vor.
- Corvus splendens protegatus Madarász, 1904 – Die Subspezies kommt im Südwesten Indiens und auf Sri Lanka vor.
- Corvus splendens maledivicus Reichenow, 1904 – Diese Subspezies ist auf den Malediven verbreitet.
- Corvus splendens insolens Hume, 1874 – Diese Unterart ist in Myanmar, dem Süden Chinas und dem Südwesten Thailands verbreitet.